# Théorème de Girard

Triangle sphérique

En géométrie, et plus particulièrement en géométrie sphérique, le théorème de Girard est un théorème reliant la somme des angles d'un triangle sphérique et l'aire de ce dernier. Il porte le nom du mathématicien français Albert Girard qui la découvre en 1628.

## Énoncé
Tandis qu'en géométrie euclidienne, la somme des angles d'un triangle fait toujours {\displaystyle 180}° (ou {\displaystyle \pi } radians), cette affirmation n'est plus vraie en géométrie sphérique. Cette somme est en effet supérieure à {\displaystyle 180}°. Dès lors, le théorème de Girard est un raffinement de cette dernière affirmation :
Théorème de Girard — 
Soit {\displaystyle ABC} un triangle sphérique sur la sphère unité et {\displaystyle \alpha ,\beta } et {\displaystyle \gamma } les mesures en radians des angles de ce triangle. En notant {\displaystyle {\mathcal {A}}} l'aire du triangle, on a {\displaystyle \alpha +\beta +\gamma =\pi +{\mathcal {A}}}.
Dans le cas où la sphère a un rayon {\displaystyle R} quelconque, la formule devient {\displaystyle (\alpha +\beta +\gamma )=\pi +{\frac {\mathcal {A}}{R^{2}}}}.

## Généralisation
Cette formule découverte au XVIIe siècle trouve une généralisation quelque deux cents ans plus tard, en 1848, grâce à la formule de Gauss-Bonnet (locale). En considérant {\displaystyle G} un espace simplement connexe délimité par une courbe lisse par morceaux, notés {\displaystyle \gamma _{1},...,\gamma _{n}}, sur une surface {\displaystyle M}, et en notant {\displaystyle \alpha _{1},...,\alpha _{n}} les angles entre les morceaux, on a 
 où {\displaystyle \int _{G}Kd\sigma } désigne la courbure de Gauss.